# Chignolo Po
Chignolo Po (lombardul: Chignö) település Olaszországban, Lombardia régióban, Pavia megyében. Lakosainak száma 3942 fő (2023. január 1.). Chignolo Po Badia Pavese, Miradolo Terme, Monticelli Pavese, Orio Litta, Rottofreno, San Colombano al Lambro és Santa Cristina e Bissone községekkel határos.

## Népesség
A település lakossága az elmúlt években az alábbi módon változott:
| Lakosok száma | 4005 | 3982 | 3942 |
|               | 2017 | 2018 | 2023 |